# Personaggi di Off the Map
Questa voce contiene un elenco dei personaggi presenti nella serie televisiva Off the Map.

## Personaggi principali
- Ryan Clark, interpretata da Rachelle Lefèvre, doppiata da Giuppy Izzo.
- Lily Brenner, interpretata da Caroline Dhavernas, doppiata da Federica De Bortoli.
- Mina Minard, interpretata da Mamie Gummer, doppiata da Maria Letizia Scifoni.
- Ben Keeton, interpretato da Martin Henderson, doppiato da Alessio Cigliano.
- Zitajalehrena Alvarez Zee, interpretata da Valerie Cruz, doppiata da Irene di Valmo.
- Otis Cole, interpretato da Jason Winston George, doppiato da Stefano Benassi.
- Charlie, interpretato da Jonathan Castellanos, doppiato da Federico Campaiola
- Tommy Fuller, interpretato da Zach Gilford, doppiato da Francesco Pezzulli.

### Ryan Clark
I genitori di Ryan sono due missionari. Da piccola è stata punta da un insetto velenoso che le ha indebolito il cuore e per questo deve affrontare delle cure quasi giornaliere. È l'ex-fidanzata di Keeton.
Ora però i due si sono rimessi insieme. Durante la serie il suo cuore è velocemente peggiorato tanto che Ryan ha avuto bisogno urgente di un trapianto di cuore. Purtroppo nessun cuore né in Sud America né a New York, in una clinica "amica", è disponibile e Ryan decide di morire in pace. Keeton però chiama un suo vecchio amico che ora tratta trapianti illegali, ovvero sotto-pagamento l'uomo riesce a trovare l'organo che serve al paziente pagando le persone che lo hanno, ad esempio pagando una persona per donare un rene. L'uomo dice a Keeton che trovare un cuore non è semplice, ma dice anche che lo può trovare. La serie è stata poi cancellata e non si è potuto scoprire se l'uomo riuscirà mai a trovare il cuore per Ryan.

### Mina Mindard
Mina dice spesso agli altri personaggi che vuole solamente lavorare, sempre e solo lavorare. È fredda con tutti, ma ha instaurato un rapporto di amicizia con Lily Brenner. Suo padre è a capo della Commissione Sanitaria di New York, tanto che Mina, quando era diventata da poco dottoressa, sbaglia una diagnosi su un paziente di nome Eric di 9 anni. Eric è morto e il padre di Mina è riuscito a far insabbiare le accuse contro la figlia, reale colpevole della morte. Mina però non ha accettato questo favoreggiamento e si è trasferita in Sud America per ricominciare da capo. Crede fermamente nel valore della giustizia, fatto che ha dimostrato anche nell'episodio Le strade malfamate di San Miguel, dove ha eseguito un intervento rischioso insieme a Otis Cole per tenere in vita un nazista quasi novantenne per farlo processare il giorno dopo.

### Lily Brenner
Lily è venuta in Sud America dopo che il suo fidanzato è morto per un incidente ciclistico. Lily appena giunta a la Ciudad de las Estrellas si è innamorata di Keeton. Più tardi però inizia una relazione con un uomo conosciuto ad un bar chiamato Mateo, il quale si scoprirà essere un ricercato dalla polizia, narcotrafficante e spacciatore. I due nonostante tutto si fidanzano e Lily lo fa addirittura fuggire dalla polizia che lo inseguiva. Più tardi però i due rompono il fidanzamento, in quanto Lily pensa che sia troppo rischioso (Solo una foglia).

### Benjamin "Ben" Keaton
Ben lavora in Sud America da oltre 5 anni. È sposato e sua moglie è ricca. 5 anni prima dell'arrivo nella clinica di Lily e i suoi colleghi, sua moglie ha avuto un incidente ed è andata in coma. Non si è più risvegliata, ma le macchine la tengono ancora in vita per volere dello stesso Ben. I soldi della donna finanziano la clinica, senza di quelli la Ciudad de las Estrellas non potrebbe continuare ad esistere, a detta di Ben. Ben ha avuto anche una relazione con Ryan, mentre la moglie era in coma.

### Tommy Fuller
Fuller è un giovane e intrepido medico. Appena arrivato inizia una relazione brevissima e non seria con Ryan. Durante il suo soggiorno in Sud America, Fuller si è fatto amico Charlie, il ragazzo che aiuta la clinica con le traduzioni nelle varie lingue. Più avanti inizierà una relazione stabile con una ragazza spagnola che non parla inglese, conosciuta in un bar.

### Charlie
Quando aveva 9 anni, Charlie fu abbandonato dai suoi genitori nella clinica gestita dai medici sopraelencati. Per 6 mesi all'anno viene pagato per tenere sotto controllo una grande abitazioni di una coppia di ricchi americani e in questi 6 mesi vive all'interno della casa. Per i restanti 6 mesi invece dorme in un letto all'interno della clinica. Tutti i medici lo conoscono e lo aiutano quando possono. Charlie ha instaurato un rapporto di forte amicizia con Fuller e, anche se di livello minore, con Otis Cole.
La madre di Charlie lo ha abbandonato quando aveva 5 anni per problemi finanziari e dopo tanto tempo è tornata in Sud America per ritrovarlo. Si scopre però che la madre soffre di schizofrenia ad uno stadio avanzato e durante i suoi scatti nemmeno Charlie riesce a fermarla. Per questo motivo Fuller la manda in un ospedale psichiatrico a San Miguel, la città più vicina.

### Otis Cole
Cole è un uomo statunitense che si è trasferito nel Sud America dopo aver avuto seri problemi con la droga e dopo essersi disintossicato. Otis è un medico e per via della droga ha ucciso un uomo con una diagnosi sbagliata. Ora rifiuta ogni tipo di farmaco. È fidanzato con Zee.

## Personaggi secondari

### Mateo
Mateo è un ragazzo originario del Sud America. Vive sin da piccolo in una fattoria con la madre e suo fratello. Suo padre lo ha lasciato quando va appena 3 anni (Sono in casa). Sua madre e lui coltivavano il mais nei loro due ettari di terreno, fin quando il valore del mais non crollò e nacque un bisogno di soldi da parte della madre. Questa decise allora di togliere il mais e coltivare cocaina, una coltivazione decisamente più fruttuosa. Mateo continua tuttora il lavoro di coltivatore di droga.
Mateo incontra per la prima volta Lily Brenner in un bar. Il giorno seguente si presentò alla clinica perché un poliziotto gli aveva sparato dopo che aveva scoperto la sua coltivazione illegale. Mateo e Lily si fidanzarono per un buon lasso di tempo, finché Lily scoprì il lavoro del fidanzato, che ancora non sapeva (Solo una foglia). Lily è la dottoressa incaricata di occuparsi delle visite a domicilio alla fattoria di Mateo, per fare cure a lui e alla madre (Sono in casa).
Nell'episodio finale la polizia dà fuoco a tutta la piantagione della famiglia di Mateo e quest'ultimo cerca di fermare un poliziotto. Il poliziotto gli spara un colpo di pistola nella pancia e Mateo viene portato nella clinica. Purtroppo non si scoprirà mai come andrà a finire la vicenda, in quanto la serie è stata cancellata e non è mai stata data risposta a questa domanda.